# Gust Wallaert
Gustavus (Gustaaf of Gust) Wallaert (Gent, 18 september 1908 - aldaar, 16 oktober 2002) was een Belgisch syndicalist en politicus voor de BSP.

## Levensloop
Wallaert groeide op in een textielarbeidersgezin. Zijn vader werd tijdens de Eerste Wereldoorlog gedeporteerd door de Duitsers en overleed in 1917. Als oorlogswees volgde Gust Wallaert van 1923 tot 1926 een opleiding 'automecanicien' aan de Arbeidershogeschool te Charleroi.
Na zijn terugkeer naar Gent werd hij actief in de socialistische beweging, waarin hij verschillende bestuursfuncties bekleedde. Tijdens de Tweede Wereldoorlog was hij actief in het socialistisch verzet. Na de bevrijding werd hij aangesteld als secretaris van de Gentse CMB en vervolgens als provinciaal secretaris van de Provinciale Metaalbewerkersbond (PMB) van beide Vlaanderen.
In 1961 werd hij aangesteld als secretaris-generaal van de Centrale der Metaalbewerkers van België (CMB), in opvolging van Raymond Latin. Zijn bestuur werd onder andere gekenmerkt door de aandacht voor vorming van de militanten. Zo werd het het CMB-vormingscentrum te Melreux uitgebouwd, werd er gestart met de uitgave van CMB-Inform en werd de brochurereeks 'Studies' gerealiseerd. Hierin werd, naast aan het globaal sociaal-economische kader, aandacht geschonken aan ideologische en ethische streefdoelen. Na zijn pensionering werd hij aan het hoofd van de CMB opgevolgd door Roger Vandeperre. Vervolgens was hij van 1974 tot 1977 bestuurder van de samenwerkende maatschappij Het Licht, uitgever van het socialistisch dagblad Vooruit.
Daarnaast was hij een dertigtal jaar actief in de Gentse gemeentepolitiek als gemeenteraadslid en van 1954 tot 1958 schepen van huisvesting. Vanuit deze hoedanigheid nam hij verschillende initiatieven tot sanering van ongezonde woongebieden.